# Doesborghsche Schaakgenootschap
Het Doesborghsche Schaakgenootschap (DSG) is een kleine schaakvereniging in de Nederlandse stad Doesburg. Het is opgericht in 1873 en is daarmee het op één na oudste actieve schaakvereniging van Nederland.

## Geschiedenis

### Sociaaleconomische achtergrond
Er is over de geschiedenis van DSG vanaf zijn oprichting tot de jaren 1930 weinig bekend en het trad zelden op de voorgrond. Het was hiermee representatief voor Doesburg, een niet erg florerende stad dat in het laatste kwart van de negentiende eeuw met een stagnerende economie en een teruglopende bevolking te maken had. Bestuurlijke instellingen, zoals de rechtbank, hielden de stad enigszins draaiende, al was het op een laag pitje. Dat is ook op te maken uit de samenstelling van het DSG in die tijd. De culturele elite overheerste. Daarbinnen vormden  predikanten, juristen en medici de grootste  groep. Tussen 1889 en 1895 waren ook militairen lid. De beroepen zijn weinig dynamisch, zelfs de  economische  beroepen, zoals de gasfabrikant en wijnhandelaar, zijn  weinig  ondernemend. Er heerste geen sfeer waarin nieuwe initiatieven ontwikkeld konden worden. Het was in feite de vraag of in het Doesburgse milieu de energieke ondernemer wel kon aarden. In de loop van de negentiende eeuw hebben honderden mensen Doesburg verlaten. Het stadje zou de blik niet op de toekomst hebben, maar op het verleden.

### De eerste decennia van DSG
De vereniging startte in 1873 met een redelijk aantal leden, maar de opkomst is vanaf het begin niet geweldig. Het profiel van de leden niet zozeer vanuit economisch dan wel religieus perspectief gemêleerd. Ledentallen zakten in 1880 dermate naar een dieptepunt dat er zelfs sprake was heroprichting van de DSG, maar zover zou het niet komen. Het was echter kenmerkend dat van de kleine vijftig personen die in de negentiende eeuw lid werden van de vereniging, het overgrote merendeel het lidmaatschap beëindigd werd door vertrek uit de stad en overlijden. Toen in 1898 het 25-jarige jubileum naderde werden merkwaardige bestuurlijke besluiten genomen, zoals het aanhouden van een secretaris omdat het aanwijzen van een andere secretaris de toch al kelderende ledenaantallen nog verder zou dalen, omdat niemand die functie op zich zou willen nemen.
Door de jaren heen domineerde een sociëteitssfeer waarbij men tevreden was met partijtjes schaak onder elkaar en de vergaderingen meer bijgewoond werden om de gezelligheid dan om werkelijk iets voor elkaar te krijgen. DSG had dan ook een niet bepaald georganiseerde bestuur. Voorstellen om wedstrijden met andere verenigingen (in andere plaatsen) te organiseren werd steevast afgeserveerd. Ondanks dat de contributie niet hoog was bleef de inhoud van de kas groeien, want het werd maar zelden uitgegeven aan evenementen. Illustratief was het geval toen er uitgegeven werd voor het 10-jarig jubileum toen een souper gehouden werd. Dit succes leidde tot de roep voor de viering van het 12,5-jarig jubileum, maar dat werd door het bestuur afgewimpeld.
Een uitzonderlijke afwijking in dat gedragspatroon vindt plaats in 1899, wanneer besloten wordt vijfentwintig gulden uit de kas te doneren ter ondersteuning van de Nederlandstalige boeren in de Tweede Boerenoorlog die op dat moment in Zuid-Afrika gaande is. Het is een van de zeer zeldzame politieke uitingen in het schaakverenigingsleven in de negentiende eeuw en de enige uiting van DSG, die hiermee buiten zijn eigen beperkte leefwereld treedt.
De mate van organisatie binnen de vereniging was laag. Er was niet meer bestuursactiviteit dan het bijhouden van notulen en de rekening. Er waren nauwelijks of geen bestuursinitiatieven. De oriëntatie van de vereniging was geheel naar binnen gekeerd. Het was vechten tegen de bierkaai indien iemand voorstelde om bijvoorbeeld een (correspondentie) wedstrijd met anderen te spelen.

### Basis voor de toekomst
Het is duidelijk dat de vereniging zich gedurende de eerste decennia van zijn bestaan maar ternauwernood staande heeft kunnen houden: in een kleine en weinig florerende stad had het grote moeite om zijn ledental op peil te houden. Daarbij was er sprake van een zeer conservatieve uitgavenpatroon, ondanks een groeiende financiële reserve. De vereniging trad maar weinig naar buiten - er werd nauwelijks met verenigingen uit andere plaatsen gecommuniceerd. De toewijding van de leden leek vrijblijvend en meer gebaseerd op het sociëteitsaspect dan serieus schaken.
Toch wist DSG te overleven. Volgens Scholten was dat mogelijk omdat er tussen de leden een grote religieuze diversiteit zat waarvan een relatief groot aandeel remonstranten waren die trouw hun voortrekker Dr. Romeijn, een fervent lid van de schaakvereniging, volgden: het 'eigen-kring'-gevoel bleef bij hen langer bestaan en die liepen niet weg zolang hun voortrekker zich niet uit de vereniging terugtrok, hetgeen een basis voor duurzaamheid was. Ook was er de aanwezigheid van een 'motor' in de vereniging in de persoon van H. Urbanus. Hij vervulde tot zijn dood in 1948 vele bestuursfuncties binnen de vereniging. Dergelijke mensen waren belangrijk om de vereniging op gang te houden tot gunstigere tijden zouden aanbreken.

### Na de oorlog
Betere tijden zijn na de Tweede Wereldoorlog aangebroken en de DSG vierde derhalve in 1998 haar 125-jarig bestaan. Typisch is dat ook anno 2021 nauwelijks iets van de Doesborghsche Schaakgenootschap te vernemen is in het nieuws. Aan de andere kant, getuige blogs en andere kanalen is er nu volop activiteit in de vereniging en interactie met andere verenigingen.

## Ouderdom vereniging
DSG schaart zich samen met Discendo Discimus (1852) en Hilversumsche Schaakgenootschap (1887) in een select groepje van in de negentiende eeuw opgerichte schaakverenigingen die onbetwist zonder onderbreking tot op heden hebben voortbestaan en zich daarmee tot de oudste drie nog actieve Nederlandse schaakverenigingen mogen rekenen.